# 南锡叙克吕斯
南锡叙克吕斯（法語：Nancy-sur-Cluses，法語發音：[nɑ̃si syʁ klyz]，意为“克吕斯上方的南锡”）是法国上萨瓦省的一个市镇，位于该省中东部偏北，克吕斯市区南部的山上，属于博讷维尔区。

## 地名
与通常在法语地名中表示“在……河畔”之意的“sur”不同，该地名Nancy-sur-Cluses中的“sur”意为“在……上方”，表示名为南锡（Nancy）的该地与克吕斯（Cluses）的位置关系，并以“克吕斯附近的南锡”之名区分另一个南锡，且事实上在该地附近也并无“克吕斯河”存在。

## 地理
南锡叙克吕斯（46°2'36"N, 6°34'39"E）面积14.22 平方千米，位于法国奥弗涅-罗讷-阿尔卑斯大区上萨瓦省，该省份为法国东部省份，历史上为薩伏依的一部分，北与瑞士接壤，西接安省，南至萨瓦省，东与瑞士和意大利接壤。
与南锡叙克吕斯接壤的市镇（或旧市镇、城区）包括：克吕斯、马格朗、勒勒波苏瓦尔、雄济耶。
南锡叙克吕斯的时区为UTC+01:00、UTC+02:00（夏令时）。

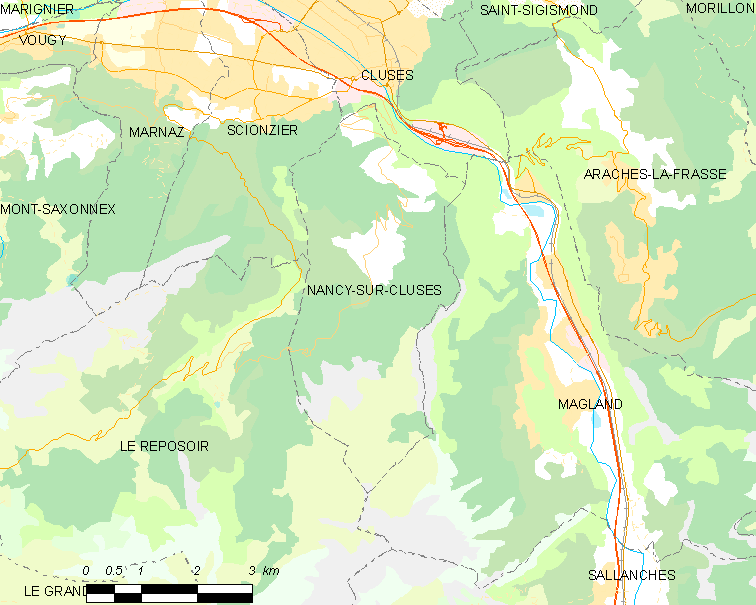
南锡叙克吕斯的OSM定位图

## 行政
南锡叙克吕斯的邮政编码为74300，INSEE市镇编码为74196。

## 政治
南锡叙克吕斯所属的省级选区为克吕斯县。

## 交通
上萨瓦省省道D119线经过南锡叙克吕斯境内。

## 人口

1962-2008年间南锡叙克吕斯人口变化图示

南锡叙克吕斯于2022年1月1日时的人口数量为466人。